# INWIT
Infrastrutture Wireless Italiane (сокр. INWIT) — итальянская компания, оператор инфраструктуры для сотовой связи и телерадиовещания.

## История
Компания была создана в 2015 годы выделением подразделения базовых станций итальянского оператора телефонной связи Telecom Italia; акции INWIT были размещены на Итальянской фондовой бирже. В марте 2020 году произошло слияние INWIT с подразделением базовых станций сети Vodafone в Италии.

## Акционеры
Основными акционерами являются Vodafone (33,17 %) и люксембургский фонд Impulse II SCA, контролируемый французской группой Adrian (29,9 %).

## Деятельность
Основным направлением деятельности является установка и обслуживание базовых станций сотовой связи, по состоянию на конец 2023 года у компании было 24 тыс. точек общего покрытия и 8 тыс. передатчиков для мест с высокой концентрацией абонентов (стадионы, вокзалы, больницы, торговые центры, тоннели и др.). Компания работает со всеми итальянскими операторами сотовой связи
INWIT занимает 45 % рынка базовых станций для сотовой связи Италии, её конкурентами являются итальянский филиал испанской компании Cellnex, Rai Way (дочерняя структура телерадиокомпании RAI) и EI Towers (дочерняя структура медиахолдинга Mediaset).